# Spinosomatidia similis
Spinosomatidia similis är en skalbaggsart som beskrevs av Stefan von Breuning 1981. Spinosomatidia similis ingår i släktet Spinosomatidia och familjen långhorningar. Inga underarter finns listade i Catalogue of Life.